# Tretzevents
Tretzevents, llamado hasta 1973 L'Infantil, fue un tebeo quincenal en lengua catalana destinado a niños y jóvenes fundado en 1951. Con un estilo similar a Cavall Fort, el tebeo publicaba cuentos, notas históricas a todo color y sobre todo cómics, algunos de los cuales fueron traducciones de revistas franco-belgas como "Tintín" y "Spirou". 
Durante sus últimos años de publicación fue dirigida por Manuel Sayrac y Miguel Ángel Sayrach. Su tirada llegó a ser de doce mil ejemplares [cita requerida] y estaba patrocinada por Publicacions de l'Abadia de Montserrat. En ella colaboraron autores como Maria Dolors Alibés Asensio, Clavé, Ivà, Albert Monteys, Picanyol, Rue, y Perich.

## Trayectoria
"Tretzevents" fue fundada en 1951 por el Seminario de Solsona y gozaba del apoyo del obispo Vicente Enrique y Tarancón. Su director era Climent Forner y Escobet. Desde 1963 tomó nuevo impulso y empezó a ser editada desde Barcelona. Aun siendo un seminario infantil, acogió series como Tromp de Óscar Nebreda, la cual mostraba ya el estilo festivo y provocador característico del autor.
El 1987 le fue otorgada la Creu de Sant Jordi. En 1996 Álex Fito empezó a colaborar con series como Frac i Fred, L’Òscar, Galàxia 13, y Els germans Klonski. El 16 de diciembre de 2011, debido a la recesión económica y al poco apoyo recibido, cerró justo cuando celebraban el 60 aniversario de su nacimiento.

## Series
| Años | Título            | Tipo           | Procedencia |
| ---- | ----------------- | -------------- | ----------- |
| 1970 | Tromp             | Óscar Nebreda  | Nueva       |
| 1995 | La Bruixa Matilde | Albert Monteys | Nueva       |